# فهرست وسایل نقلیه جیمز باند

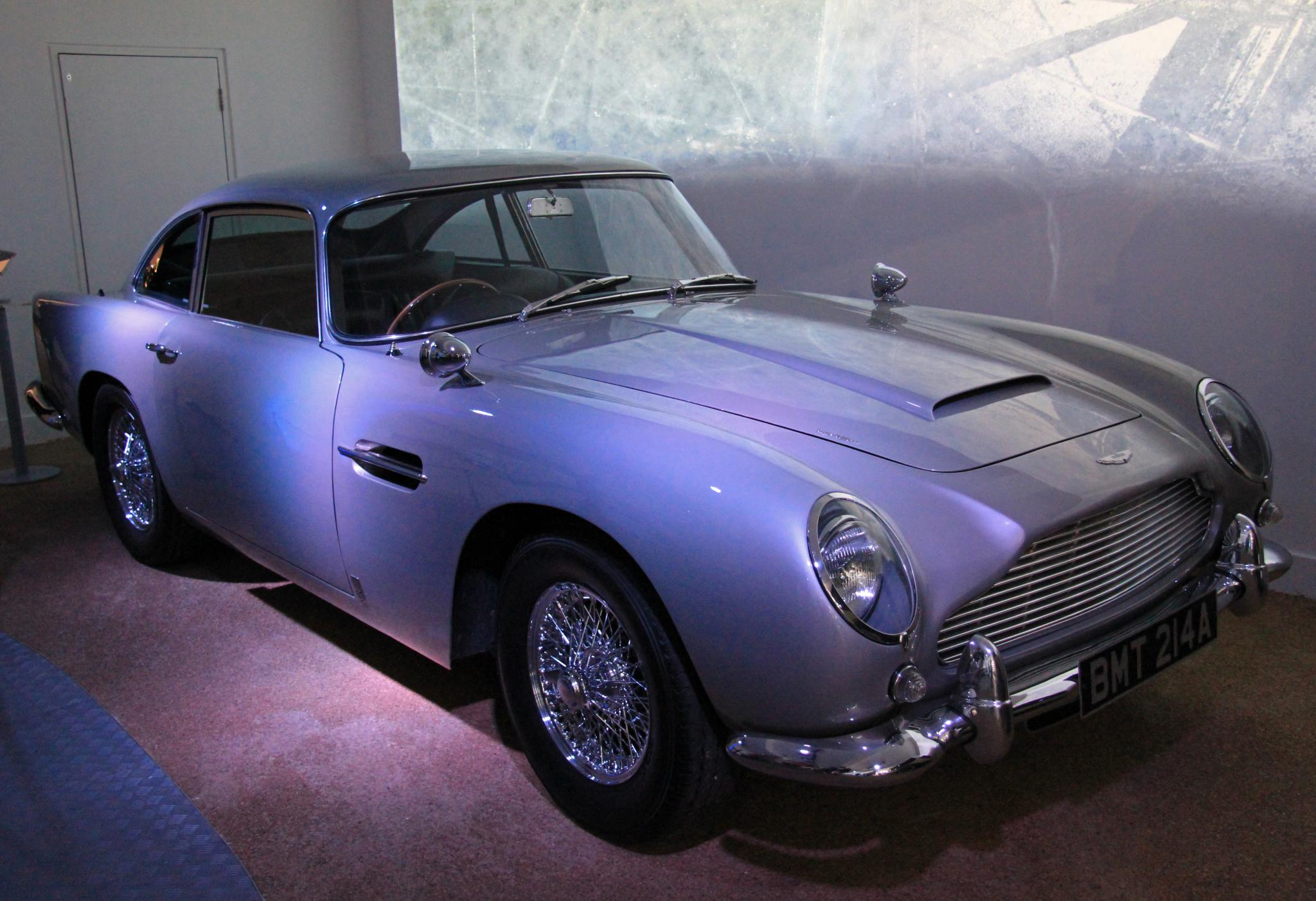
استون مارتین دی‌بی۵ ۱۹۶۴ از فیلم گولدن‌آی. در این تصویر شماره پلاک خودرو «BMT 214A» است، در حالی که شماره پلاک خودروی موجود در فیلم پنجه‌طلایی در سال ۱۹۶۳ بوده‌است.

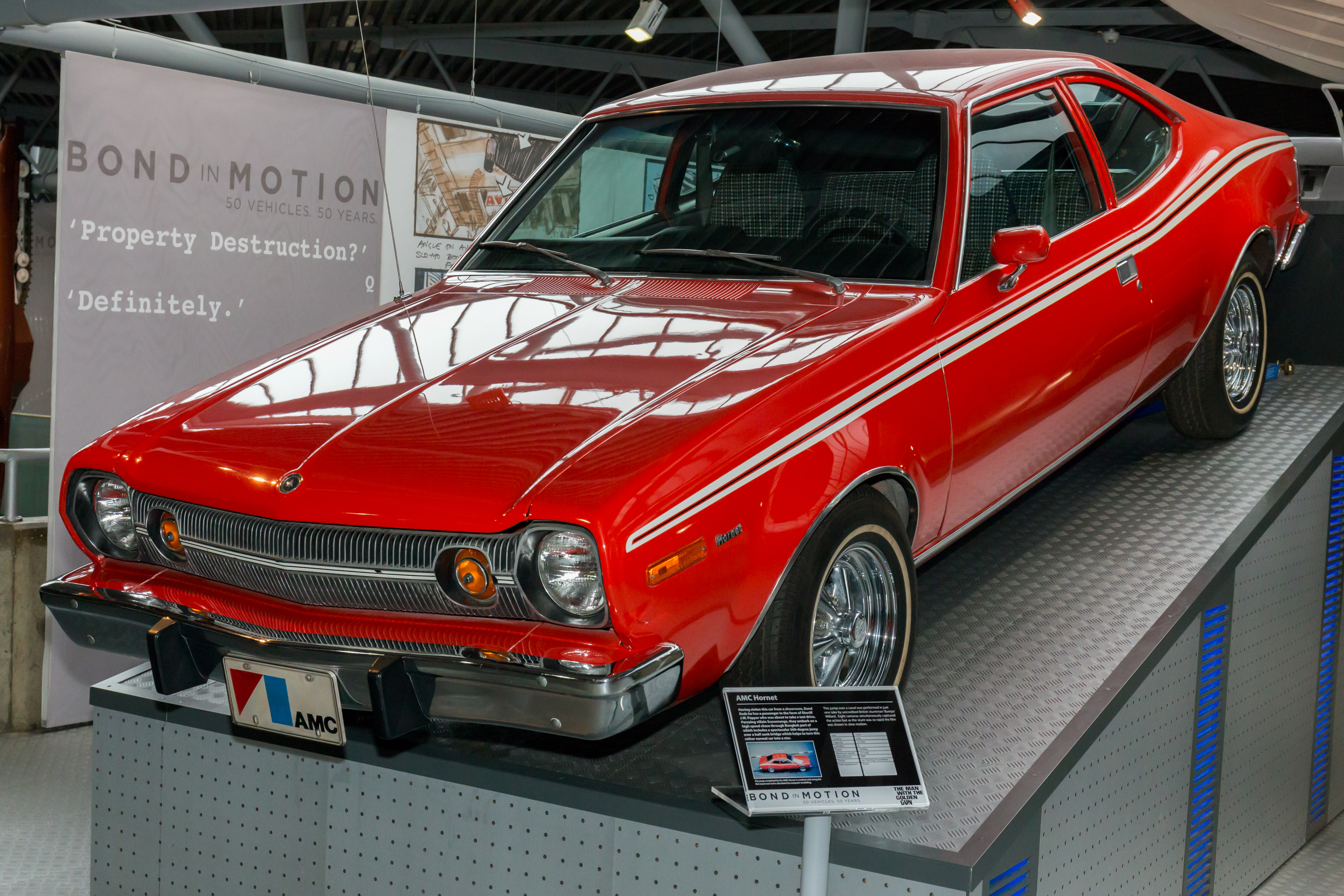
خودروی ای‌ام‌سی هورنت ایکس از فیلم مردی با طپانچه طلایی.

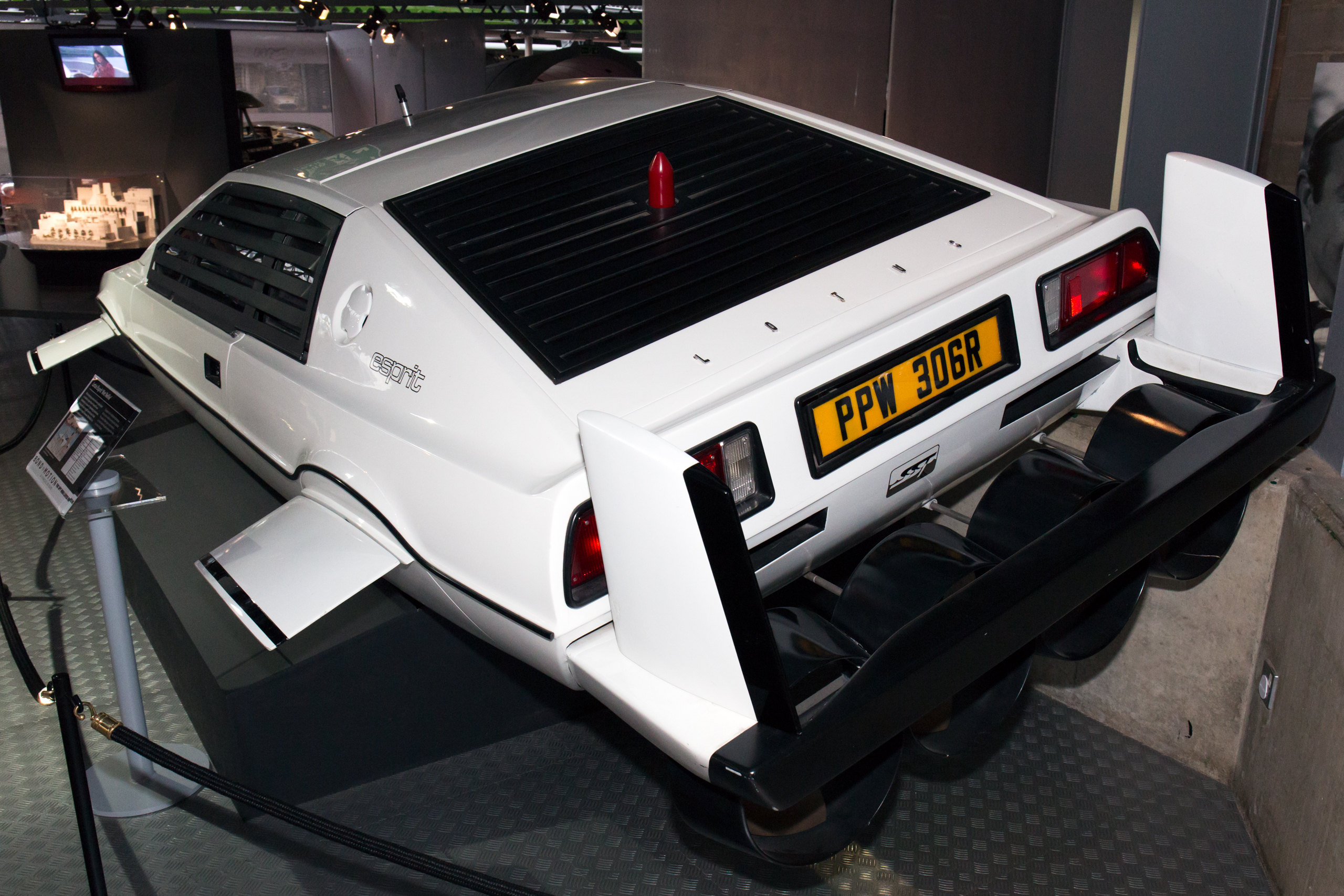
زیردریایی «وت نلی»، ساخته شده بر پایه یک خودروی لوتوس اسپریت از فیلم جاسوسی که دوستم داشت در حالت «زیردریایی».

در تمامی فیلم‌ها و رمان‌های جیمز باند، بخش کیو وسایل نقلیه مختلفی را برای مبارزه با دشمنان در اختیار باند قرار داده‌است. در میان قابل توجه‌ترین ابزارک‌ها، باند از وسایل نقلیه مختلفی بهره‌مند بوده‌است که با هدف تجهیز به سلاح‌های سنگین و سامانه‌های ضد تعقیب، حالت‌های جایگزین ترابری و بسیاری عملکردهای مختلف دیگر، بهسازی شده‌بودند. یکی از خودروهای به‌خصوصی که به مجموعهٔ جیمز باند مرتبط بوده‌است، استون مارتین دی‌بی۵ است.
این فهرست شامل با ارزش‌ترین وسایل نقلیه‌ای است که در مجموعهٔ جیمز باند حضور داشته‌اند و توسط خود جیمز باند، متحدان او یا دشمنانش استفاده شده‌اند.

## خودروهای جاده‌ای

### آلفا رومئو
| فیلم        | وسیله نقلیه                      | مالک       | توضیحات |
| ----------- | -------------------------------- | ---------- | --- |
| اختاپوسی    | آلفا رومئو جی‌تی‌وی۶               | یک شهروند  | در حالی که مالک این خودرو در حال استفاده از یک باجه تلفن عمومی است، باند خودروی پارک‌شدهٔ او را می‌دزدد و همزمان که توسط دو خودروی ب‌ام‌و پلیس باواریایی تحت تعقیب است، با شتاب به سمت سیرک اختاپوسی حرکت می‌کند.                                          |
| ذره‌ای آرامش | آلفا رومئو ۱۵۹                   | تبهکارها   | باند کمی پس از اسیر کردن آقای وایت، از دریاچه گاردا تا سیه‌نا در ایتالیا مورد تعقیب دو خودروی آلفا قرار می‌گیرد. خودروی استون مارتین دی‌بی‌اس وی۱۲ باند، با وجود اینکه متحمل صدمات زیادی شده‌است، در حالی که هر دو آلفا نابود شده‌اند، موفق به فرار می‌شود. |
| ذره‌ای آرامش | آلفا رومئو ۱۵۶                   | کارابینیری | یک خودروی پلیس که پس از شلیک باند به سمت میچل، جهت بازکردن راه برای عابرین پیاده بوق می‌زند. |
| اسپکتر      | آلفا رومئو ۱۵۹                   | یک شهروند  | خودرویی که احتمالاً متعلق به یک شهروند رمی بوده و توسط باند نابود می‌شود. |
| رمان        | خودرو                            | مالک       | توضیحات |
| مون‌ریکر     | آلفا رومئو ۸ سیلندر خطی سوپرشارژ | ناشناس     | تنها کمی پیش از ورود به قلعهٔ لیدز طی یک تعقیب و گریز ماشینی از لندن تا دوور |

### آوتوواز
| فیلم              | وسیله نقلیه | مالک                  | توضیحات |
| ----------------- | ----------- | --------------------- | --- |
| روزهای روشن زندگی | واز-۲۱۰۶    | مجریان قانون چکسلواکی | چندین دستگاه از این خودرو در تعقیب و گریز حضور داشته و در نهایت بوسیلهٔ استون مارتین باند نابود می‌شوند. نخستین آن‌ها، توسط شکاف‌دهندهٔ تایر لیزری استون مارتین به دو نیم می‌شود، دومی، پس از آنکه خودروی استون مارتین در یخ‌های سطح یک دریاچهٔ یخ‌زده حفره‌ای ایجاد می‌کند، به داخل حفره افتاده و در دریاچه غرق می‌شود، و دیگری نیز از بالای یک رمپ سقوط کرده و با یک آلونک برخورد می‌کند. |
| روزهای روشن زندگی | واز-۲۱۰۵    | کاگ‌ب                  | توسط یک مأمور کاگ‌ب برای تعقیب کارا میلوفی استفاده می‌شود. |
| گولدن‌آی           | واز-۲۱۰۶    | پلیس سن پترزبورگ      | چندین نمونه از این خودرو در تعقیب باند سوار بر یک تانک ربوده‌شده هستند، اما همگی در برخوردهای مختلف نابود می‌شوند. |
| دنیا کافی نیست    | واز-۲۱۲۱    | ساشا دیویدف           | پس از کشتن دیویدف، باند در حالی که مشغول نفوذ به عملیات رنارد است، از این خودرو استفاده می‌کند. |

### آئودی
| فیلم              | وسیله نقلیه            | مالک                       | توضیحات |
| ----------------- | ---------------------- | -------------------------- | --- |
| روزهای روشن زندگی | آئودی ۲۰۰ کواترو       | ساندرز                     | به‌عنوان عضوی از برنامهٔ پناهندگی و فرار ژنرال کاسکف به اتریش استفاده شد. این خودرو یک مدل «اختصاصی» بود که از رینگ‌های چرخ آلیاژی ۱۶ اینچی بی‌بی‌اس آراس لبه‌دار و برچسب شعله‌های آتش بر روی گلگیرها بهره‌مند بود. پلاک ثبتی این خودرو W207.182 و صادره از وین است. این خودرو اکنون تحت مالکیت موزه آئودی در اینگولشتات، آلمان قرار دارد. |
| روزهای روشن زندگی | آئودی ۲۰۰ کواترو آوانت | سازمان‌های اطلاعاتی انگلیسی | این خودرو، نمونهٔ استیشن‌واگن مدل سالن آئودی ۲۰۰ بود. (بالا را ببینید). شمارهٔ پلاک ثبتی این خودرو که در مراکش صادر شده‌بود، ۵۱۹۶–۳۳ بود. |
| ذره‌ای آرامش       | آئودی ای۶              |                            | |
| اسکای‌فال          | آئودی ای۵              | پاتریس                     | این خودرو در یک تعقیب و گریز خودرویی در استانبول به‌دست پاتریس رانده می‌شود و این صحنه‌ها به تیتراژ آغازین فیلم ختم می‌شوند. این خودرو در نهایت واژگون شده و پاتریس، عملیات فرار خود را سوار بر یک موتورسیکلت هوندا ادامه می‌دهد. |

### استون مارتین
| فیلم                    | وسیله نقلیه                                  | مالک            | توضیحات |
| ----------------------- | -------------------------------------------- | --------------- | --- |
| پنجه‌طلایی               | استون مارتین دی‌بی۵                           | ام‌آی۶/جیمز باند | در هفت فیلم دیده‌شده یا حضور داشته‌است (پنجه‌طلایی، گلوله آتشین، گولدن‌آی، حضوری مختصر در فردا هرگز نمی‌میرد، کازینو رویال، اسکای‌فال و اسپکتر). در اقتباس نوشته‌شده از گولدن‌آی اشاره شده‌است که باند این خودروی دی‌بی۵ را به‌عنوان وسیله نقلیه شخصی‌اش خریداری کرده‌است، اگرچه در نسخهٔ سال ۲۰۰۶ از کازینو روبال، که پیوستگی فیلم‌های جیمز باند را از نو آغاز کرد، نشان داده می‌شود که باند این خودرو را در ازای برد در یک بازی پوکر در باهاما بدست می‌آورد؛ همان‌طور که نسخه‌ای از این خودرو که در کازینو رویال استفاده شده، تنها نسخه‌ای است که به تجهیزات ویژه مجهز نشده‌است (دی‌بی۵ متعلق به بروزنان که در گولدن‌آی حضور دارد، به تجهیزاتی نظیر یک تله پرینتر در قالب یک دستگاه پخش سی‌دی و همچنین یک خنک‌کنندهٔ شامپاین مجهز است). این استون مارتین دی‌بی۵ از جمله خودروهایی است که در بازی‌های ویدئویی ۰۰۷: مأمور زیر آتش و از روسیه با عشق قابل استفاده هستند. این دی‌بی۵ علاوه بر حضور تک‌جلوه در فیلم کمدی مسیر کاننبال با رانندگی شخصیت راجر مور، در فیلم تلویزیونی بازگشت مردی از آنکل نیز جرج لازنبی، با ایفای نقش شخصیتی مشابه جیمز باند با نام «جی‌بی»، یک استون مارتین دی‌بی۵ را می‌راند (با پلاک «JB»). این خودرو همچنین در چندین فیلم دیگر وابسته به شخصیت باند حضور داشته‌است که از جملهٔ آن‌ها می‌توان به یک تک‌جلوهٔ مختصر در اگه می‌تونی منو بگیر (۲۰۰۲) که در آن، شخصیت اصلی داستان یک دی‌بی۵ را خریداری می‌کند تا شبیه بند باشد، فرشتگان چارلی: زدن به سیم آخر (۲۰۰۳) که در آن شخصیت بوزلی با بازی برنی مک یکی از این خودروها را می‌راند و زندگی و مرگ پیتر سلرز (۲۰۰۴) که در آن جفری راش، که نقش پیتر سلرز را بازی می‌کند، در زمان فیلم‌برداری فیلم کازینو رویال در حال رانندگی با یک دی‌بی۵ دیده می‌شود؛ هرچند که در دنیای واقعی، این خودرو در فیلم کازینو رویال حضور نداشت. یک ماکت از این خودرو در حال حاضر در موزهٔ ملی جاسوسی در منطقهٔ پن کوارتر، واشینگتن دی.سی. در معرض نمایش قرار دارد. خودروی پنجه‌طلایی دی‌بی۵ با ابزارک‌هایش در ۲۷ اکتبر ۲۰۱۰ با قیمت ۴٫۶ میلیون دلار (۲٫۹ میلیون پوند) به هری یاگی، مجموعه‌دار خودرو فروخته شد. این خودرو به تجهیزاتی نظیر لوله‌های اسلحهٔ بیرون‌رونده پشت چراغ‌های راهنمای جلو، سپر گلوله در پشت شیشهٔ عقب و یک پلاک سه‌طرفهٔ چرخشی با عبارت‌های «LU 6789»، «4711-EA-۶۲» یا «BMT 216A» مجهز است. |
| گلوله آتشین             | استون مارتین دی‌بی۵                           | ام‌آی۶/جیمز باند | این خودرو در سکانس پیش از تیتراژ ظاهر می‌شود که در آن باند در حال فرار است و توپ‌های آبی رو به عقب خودرو فعال می‌شوند (در فیلم پنجه‌طلایی به این ابزارک اشاره نشده‌است). این صحنه کم‌کم در سکانس تیتراژ با مضمون دنیای زیر آب محو می‌شود. |
| در خدمت سرویس مخفی ملکه | استون مارتین دی‌بی‌اس                          | ام‌آی۶/جیمز باند | این خودرو تنها در چهار صحنه دیده‌شد، که یکی از این صحنه‌ها تیزر پیش از تیتراژ و به‌عنوان ماشین عروس جیمز و تریسی بود. اطلاعاتی در خصوص ابزارک‌های نصب‌شده بر روی این خودرو موجود نیست، به‌جز اینکه این خودرو دارای یک محفظهٔ مخفی برای قرار دادن اسلحهٔ تک‌تیرانداز در جعبه داشبورد بود. مشخصاً — با توجه به آنچه در پایان فیلم اتفاق می‌افتد — شیشه‌های این خودرو ضدگلوله نبودند. این خودروی دی‌بی‌اس در فیلم بعدی، الماس‌ها ابدی‌اند، و در زمانی که باند از آمستردام با کیو تماس می‌گیرد، در حالت پارک‌شده در پارکینگ بخش کیو در لندن به‌طور مختصر دیده می‌شود. این خودرو در حقیقت در نسخه‌ای از فیلم که برای پخش در صفحه‌های نمایش ۴:۳ برش خورده بود، از کادر تصویر بریده‌شده و حذف شده‌بود. |
| روزهای روشن زندگی       | استون مارتین وی۸ ونتیج ولانته                | ام‌آی۶/جیمز باند | یک خودروی کروکی که بعداً با استفاده از سقف سخت «زمستانیزه» شد. اصلاحات معمولی که بر روی این خودرو نیز انجام گرفتند شامل پاروگیرهای جانبی طویل، تایرهایی با قابلیت تولید میخ، موشک‌ها، لیزر (یک بروزرسانی برای شکاف‌دهنده‌های تایر در خودروی دی‌بی۵)، رادیوی هوشمند رهگیریکنندهٔ سیگنال، نمایشکر سر بالا و پیشرانهٔ موشکی می‌شدند. این خودرو قابلیت خودنابودگری پس از چاشنی‌گذاری را نیز دارا بود. |
| گولدن‌آی                 | استون مارتین دی‌بی۵                           | ام‌آی۶/جیمز باند | در صحنه‌های آغازین فیلم، باند همزمان که با یک خودروی فراری مسابقه می‌دهد، این خودرو را می‌راند. |
| فردا هرگز نمی‌میرد       | استون مارتین دی‌بی۵                           | ام‌آی۶/جیمز باند | به‌صورت پارک‌شده روبروی دانشگاه آکسفورد دیده شده و طی یک صحنهٔ انتقالی از رسیدن باند به وزارت دفاع، توسط او رانده می‌شود. |
| دنیا کافی نیست          | استون مارتین دی‌بی۵                           | ام‌آی۶/جیمز باند | در مراسم خاکسپاری سر رابرت کینگ به‌صورت پارک‌شده دیده می‌شود. یک تصویر حرارتی از این دی‌بی۵ نیز به‌طور مختصر در صحنه‌های پایانی فیلم نمایش داده می‌شود. |
| روزی دیگر بمیر          | استون مارتین وی۱۲ ونکویش                     | ام‌آی۶/جیمز باند | این خودرو به تمامی تجهیزات معمول خودروهای جیمز باند مجهز شده‌است که شامل راکت‌های شلیک‌شونده در جلو و در میان دو اسلحهٔ ماشین‌گان، شات‌گان‌های هدف‌یاب نصب شده بر روی کاپوت، تایرهای تولیدکنندهٔ میخ، و صندلی اجکتور سرنشین کناری به‌یاد خودروی استون مارتین دی‌بی۵ اصلی، که البته در این فیلم با کمی ابتکار بیشتر از سوی مأمور ۰۰۷ برای برگرداندن خودرو در زمانی که بر روی سقف برگشته‌است، استفاده می‌شود. این استون مارتین همچنین به یک سیستم «استتار تطبیقی» مجهز بود – یک دستگاه پنهان‌کار که امکان مخفی‌شدن به‌طور مؤثر تنها با فشار یک دکمه را برای این خودرو فراهم می‌کرد. این خودرو در بازی‌های ویدئویی شب جهنمی (۲۰۰۲) و همه‌چیز یا هیچ‌چیز (۲۰۰۴) نیز حضور داشت. |
| کازینو رویال            | استون مارتین دی‌بی۵، استون مارتین دی‌بی‌اس وی۱۲ | ام‌آی۶/جیمز باند | حضور در دومین فیلم کازینو رویال. هیچ ابزارک ویژه‌ای بر روی این خودروی دی‌بی‌اس به چشم نمی‌خورد به‌جز یک جعبهٔ مخفی که اسلحهٔ والتر پی۹۹ باند در آن قرار داشت، و یک جعبه کمک‌های اولیه که شامل اجزای پیوند پزشکی اضطراری با مقر اصلی ام‌آی۶، پادزهرهایی برای سموم مختلف و یک الکتروشوک کوچک می‌شد. طی یک تعقیب و گریز ماشینی با سرعت بالا باند برای اینکه با وسپر لیند، که با دستان بسته در میان جاده حضور دارد، برخورد نکند، از مسیر منحرف شده و این خودروی دی‌بی‌اس غلتیده و نابود می‌شود. خودروی دی‌بی۵ متعلق به یک تبهکار قمارباز در باهاما است که باند در یک بازی پوکر این خودرو را از آن خود می‌کند. این خودرو شامل هیچ بهینه‌سازی ویژه‌ای نیست. |
| ذره‌ای آرامش             | استون مارتین دی‌بی‌اس وی۱۲                     | ام‌آی۶/جیمز باند | این خودرو که رنگ‌آمیزی آن در مقایسه با خودروی مورد استفاده در کازینو رویال کمی تیره‌تر است، در یک تعقیب و گریز در ابتدای فیلم در سیه‌نا، ایتالیا به‌شدت آسیب می‌بیند. |
| اسکای‌فال                | استون مارتین دی‌بی۵                           | ام‌آی۶/جیمز باند | دو ابزارک بر روی این خودرو دیده می‌شوند، صندلی‌پران و دو ماشین‌گان نصب‌شده در جلو. پس از فیلم پنجه‌طلایی در سال ۱۹۶۴، این نخستین بار است که این ماشین‌گان‌ها در عمل مورد استفاده قرار می‌گیرند. این خودرو در یک صحنهٔ پر جنب و جوش مبارزه نابود می‌شود. اینکه این خودرو همان استون مارتین دی‌بی۵ است که باند در کازینو رویال به‌دست آورده یا خیر، در فیلم مورد اشاره قرار نگرفته‌است. یک استون مارتین دی‌بی۵ در بازی ویدئویی ۰۰۷: سنگ خونین ظاهر شده و به سرنوشتی مشابه آنچه برای دی‌بی۵ حاضر در اسکای‌فال اتفاق افتاد، دچار می‌شود. |
| اسپکتر                  | استون مارتین دی‌بی۱۰، استون مارتین دی‌بی۵      | ام‌آی۶/جیمز باند | باند با این خودرو به رم می‌گریزد. ابزارک‌های این خودرو شامل یک اسلحهٔ دو لوله رو به عقب، یک شعله‌افکن رو به عقب و یک صندلی‌پران با چتر نجات می‌شوند. پس از یک تعقیب و گریز و پرش موفقیت‌آمیز، باند این خودرو را در رود تیبر غرق می‌کند. خودروی دی‌بی۵ از فیلم اسکای‌فال در آزمایشگاه کیو، و در فرایند بازسازی یافت می‌شود و در پایان فیلم تکمیل شده و در حال رانده‌شدن توسط باند برای ترک مقر ام‌آی۶ دیده می‌شود. |

### ای‌ام‌سی
| فیلم                 | وسیله نقلیه         | مالک                          | توضیحات |
| -------------------- | ------------------- | ----------------------------- | --- |
| مردی با طپانچه طلایی | ای‌ام‌سی هورنت        | نمایندگی امریکن موتورز        | حضور یافته در فیلم مردی با طپانچه طلایی. باند این خودروی قرمز هاچ‌بک ۱۹۷۴ را از یک نمایندگی شرکت ای‌ام‌سی در بانکوک، تایلند می‌رباید. او با راندن به سمت پنجرهٔ نمایشگاه، از آنجا خارج می‌شود. باند متوجه نمی‌شود که کلانتر جی. دبلی. پپر، که قصد داشته این خودرو را آزمایش کند، در کنارش نشسته‌است. یک خودروی هورنت دیگر نیز تنها در یک سکانس از فیلم برای انجام یک پرش هوایی چرخشی استفاده شد. برای انجام این بدل‌کاری، یک خودروی تغییر یافتهٔ ویژه، که در مقایسه با مدل هورنت ایکس در سایر حضورهایش در فیلم از ارتفاع کمتر و محفظهٔ چرخ‌های بزرگ‌تری برخوردار بود، در نظر گرفته‌شد. پیش از انجام پرش اصلی توسط یک بدل‌کار بریتانیایی با نام «بامپز» ویلیارد، همراه با فیلمبرداری توسط ۶ تا ۸ دوربین، هفت پرش آزمایشی انجام شد. در محل فیلمبرداری، دو غواص در آب رود زیر پل مستقر شدند و یک خودروی اضطراری و یک جرثقیل نیز آماده به کار بودند، اما نیازی به استفاده از آن‌ها نشد. یک مهندس در آزمایشگاه هوانوردی کورنل (CAL) از یک مدل‌سازی رایانه‌ای برای محاسبات مربوط به این بدل‌کاری استفاده کرد و وزن ۱٬۴۶۰٫۰۶ کیلوگرم (۳٬۲۱۹ پوند) for برای خودرو و راننده، زاویه‌های دقیق و فاصلهٔ ۱۵٫۸۶-متر (۵۲-فوت)بین دو سکوی پرش را در کنار سرعت ۶۴٫۳۶-کیلومتر-بر-ساعت (۴۰-مایل-بر-ساعت) برای پرش مناسب اعلام کرد. این خودرو اکنون در موزه موتوری ملی در بولیو، همپ‌شر به نمایش درآمده است. سکوهای پرش و خودروی تغییریافته برای پرش همچنان تحت مالکیت شرکت بدل‌کاری جی میلیگان، جی‌ام پروداکشنز در هامبورگ، نیویورک هستند. |
| مردی با طپانچه طلایی | ای‌ام‌سی ماتادور کوپه | فرانچسکو اسکارامانگا و نیک نک | خودروی برجسته در فیلم مردی با طپانچه طلایی. «باند، با ترفندی می‌گریزد که شاید بهترین ترفندی باشد که یک خودروی فرار تاکنون آن را اجرا کرده، خودروی ماتادور تبدیل به یک هواپیما می‌شود.» فرانچسکو اسکارامانگا و نیک نک از این خودروی مدل ۱۹۷۴ برای ربودن ماری گودنایت و فرار از موقعیت استفاده می‌کنند. در فیلم، این خودروی ماتادور تبدیل به یک «خودروی پرنده» می‌شود و از بانکوک تا جزیره‌ای در دریای چین پرواز می‌کند. با احتساب دم تعبیه شده برای پرواز، طول این خودرو برابر با ۹٫۱۵ متر (۳۰ فوت)، عرض آن ۱۲٫۸۰ متر (۴۲ فوت) و ارتفاع آن معادل ۳٫۰۸ متر (۱۰ فوت) بود. این «ای‌ام‌سی ماتادور پرنده» در نمایشگاه‌های خودروی به نمایش درآمد؛ با این حال، این خودرو فقط می‌توانست مسافت ۵۰۰-متر (۱٬۶۴۰-فوت) را پرواز کند؛ بنابراین، برای سکانس‌های هوایی فیلم این خودرو با یک مدل کنترل از راه دور یک متری (۳۹ اینچی) جایگزین شد. تبدیل شدن خودروی ای‌ام‌سی ماتادور به یک هواپیمای سبک به این صورت انجام شد که بال‌ها و دم پرواز به خودروی اصلی متصل شده‌بودند (که به‌عنوان بدنهٔ هواپیما و ارابه فرود عمل می‌کرد) و یک بدل‌کار با این «خودروی پرنده» تا یک باند فرودگاه رانندگی کرد و در آن نقطه تصویر به ماکت رادیو کنترلی ساخته‌شده توسط جان استیرز منتقل شد. |
| مردی با طپانچه طلایی | ای‌ام‌سی ماتادور سدان | پلیس بانکوک                   | خودروی پلیش حاضر در فیلم مردی با طپانچه طلایی. هرچند که در کشور تایلند خودروها از سمت چپ حرکت می‌کنند، اما این خودروی ماتادور ۱۹۷۴ مورد استفاده در تعقیب و گریز، یک مدل فرمان‌چپ است. |
| مون‌ریکر              | ای‌ام‌سی کنکورد       | صنایع درکس                    | یک استیشن واگت دی/ال که در فیلم مون‌ریکر و در جایی که باند و هوگو درکس در حال شکار کبوتر هستند، دیده می‌شود. |
| مون‌ریکر              | جیپ واگونیر         |                               | باند در صحنهٔ کوتاهی در حال رانندگی با این جیپ در چند غار دیده می‌شود. |
| نمایی به یک قتل      | جیپ چروکی (ایکس‌جی)  | استیسی ساتن                   | حاضر در فیلم نمایی به یک قتل و در جایی که استیسی در حال رانندگی به سمت خانه دیده می‌شود. |
| جواز قتل             | جیپ سی‌جی-۷          | پرز، نوکر سانچز               | یک خودروی جیپ رنگید-۲ ۱۹۷۶ که در فیلم جواز قتل حضور داشت. این خودرو مورد استفادهٔ پرز، نوکر سانچز بود که در جایی که جیمزباند در حال تک‌چرخ زدن است، یک موشک اف‌آی‌ام-۹۲ استینگر را به سمت یک تانکر نفت نظامی شلیک می‌کند. (در این صحنه، باند با جیپ برخورد می‌کند). |
| فردا هرگز نمی‌میرد    | جیپ چروکی (ایکس‌جی)  | وای لین                       | یک خودروی چروکی ایکس‌جی ۱۹۹۷ فرمان‌راست مدل صادراتی در مقابل مخفی‌گاه وای لین دیده می‌شود. |

### ب‌ام‌و
| فیلم              | وسیله نقلیه              | مالک                | توضیحات |
| ----------------- | ------------------------ | ------------------- | --- |
| اختاپوسی          | ب‌ام‌و ۵۱۸آی               | پلیس آلمان غربی     | دو دستگاه از این خودرو در یک صحنهٔ کوتاه تعقیب و گریز دیده می‌شوند. در این صحنه، باند سوار بر یک آلفا رومئو جی‌تی‌وی۶ با شتاب به سمت سیرک اختاپوسی می‌رود. این دو خودرو در تعقیب جیمز باند هستند. |
| گولدن‌آی           | ب‌ام‌و زد۳                 | سرویس مخفی بریتانیا | این خودرو ظاهراً به موشک‌های «استینگر» و تسلیحات دیگری مجهز است که به‌جز یک چتر نجات فعال‌شونده و یک نمایشگر هاد خودکار، باقی آن‌ها هرگز دیده یا استفاده نمی‌شوند. این خودرو فرمان‌چپ بوده و مجموع زمان حضور آن در فیلم کمتر از دو دقیقه است. |
| فردا هرگز نمی‌میرد | ب‌ام‌و ۷۵۰آی‌ال             | سرویس مخفی بریتانیا | این خودرو که در یک ایستگاه اجارهٔ آویس در آلمان، توسط کیو به باند قرض داده می‌شود، به موشک‌انداز، چهارتیغ، تایرهای بادشوندهٔ خودکار و یک بندهٔ تقریباً غیرقابل نفوذ مجهز است. این ب‌ام‌و دارای قابلیت کنترل از راه دور بواسطهٔ یک تلفن همراه اریکسون است. طی یک تعقیب و گریز در یک پارکینگ، باند از این خودرو پیاده شده و آن را با کنترل از راه دور به روی پشت‌بام می‌برد. این خودرو پس از پرواز از فراز پارکینگ، با یک ایستگاه آویس در سوی دیگر خیابان برخورد می‌کند. |
| فردا هرگز نمی‌میرد | موتورسیکلت ب‌ام‌و آر۱۲۰۰سی | دزدیده‌شده           | این موتورسیکلت در حال فرار از دست چند رنج‌روور در سایگون، ویتنام توسط جیمز باند و وای لین رانده می‌شود. |
| دنیا کافی نیست    | ب‌ام‌و زد۸                 | سرویس مخفی بریتانیا | پس از شلیک یک گلوله توسط یک هلیکوپتر، به دو نیم تقسیم می‌شود. |

### بنتلی
| فیلم                   | وسیله نقلیه                                           | مالک            | توضیحات                                                               |
| ---------------------- | ----------------------------------------------------- | --------------- | --------------------------------------------------------------------- |
| از روسیه با عشق        | بنتلی ۳٫۵ لیتر ۱۹۳۵ دراپ‌هد کوپه پارک وارد             | ام‌آی۶/جیمز باند | حضور مختصر                                                            |
| دیگر هرگز نگو هرگز     | بنتلی ۴۱⁄۲ لیتر ۱۹۳۷ گرنی ناتینگ ۳-پوزیشن دراپ‌هد کوپه | جیمز باند       | حضور مختصر                                                            |
| رمان                   | وسیله نقلیه                                           | مالک            | توضیحات                                                               |
| کازینو رویال           | بنتلی ۴۱⁄۲ لیتر ۱۹۳۰                                  | جیمز باند       | توسط باند رانده می‌شود و در یک تعقیب و گریز به‌شدت صدمه می‌بیند.         |
| زندگی کن و بگذار بمیرد | بنتلی ۴۱⁄۲ لیتر ۱۹۳۳                                  | جیمز باند       | در صحنهٔ فلش‌بک به آن اشاره می‌شود.                                      |
| مون‌ریکر                | بنتلی ۴۱⁄۲ لیتر ۱۹۳۳                                  | جیمز باند       | در یک تعقیب و گریز خودرویی نابود می‌شود.                               |
| مون‌ریکر                | بنتلی مارک پنج                                        | جیمز باند       | با استفاده از پول‌های کسب‌شده از پیروزی در یک بازی کارتی خریداری می‌شود. |
| گوی آتشین              | بنتلی تیپ-آر کانتیننتال                               | جیمز باند       |                                                                       |